# Bothriochloa barbinodis
Bothriochloa barbinodis är en gräsart som först beskrevs av Mariano Lagasca y Segura, och fick sitt nu gällande namn av Wilhelm Franz Herter. Bothriochloa barbinodis ingår i släktet Bothriochloa och familjen gräs. Inga underarter finns listade i Catalogue of Life.

## Bildgalleri

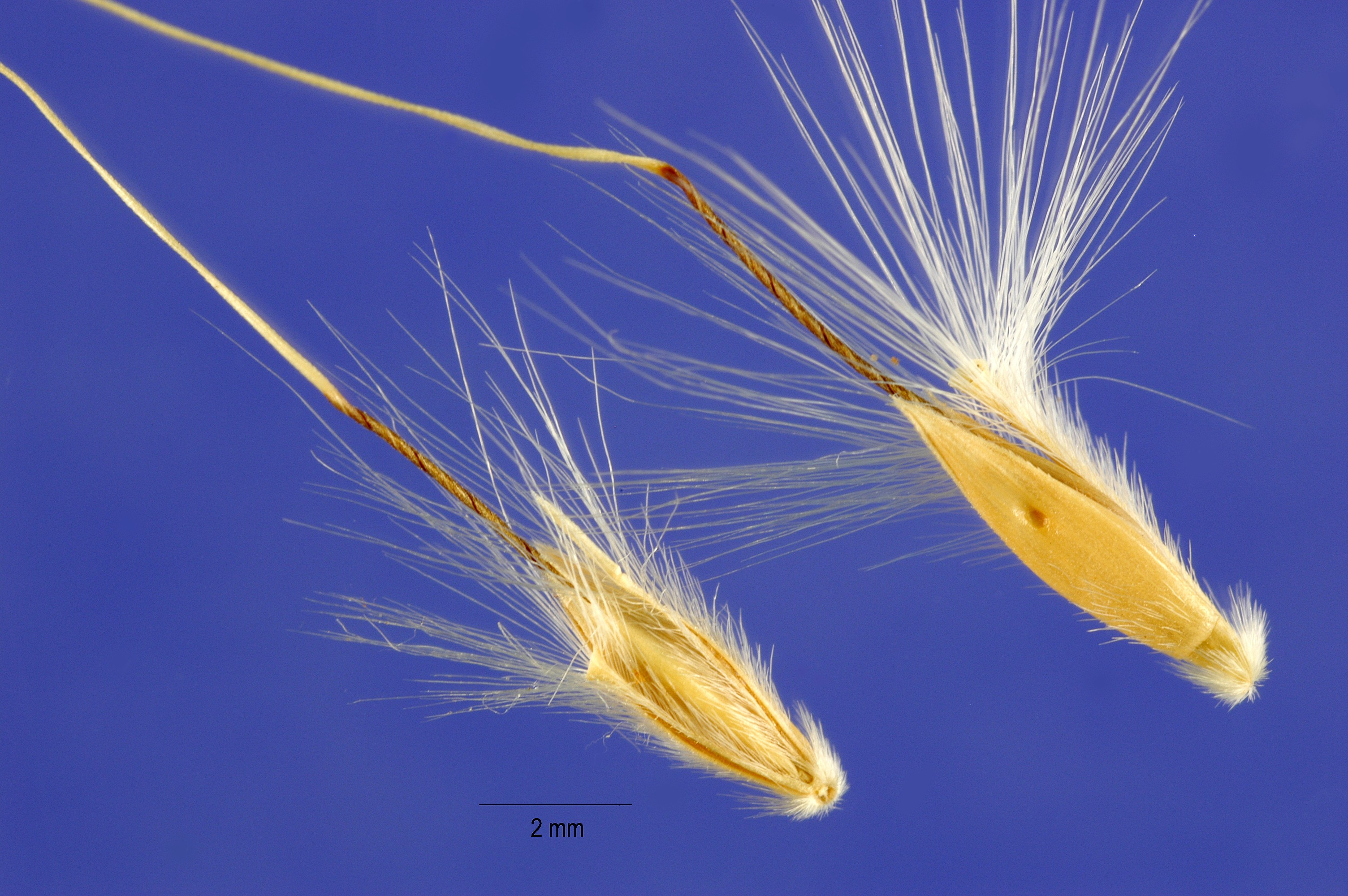
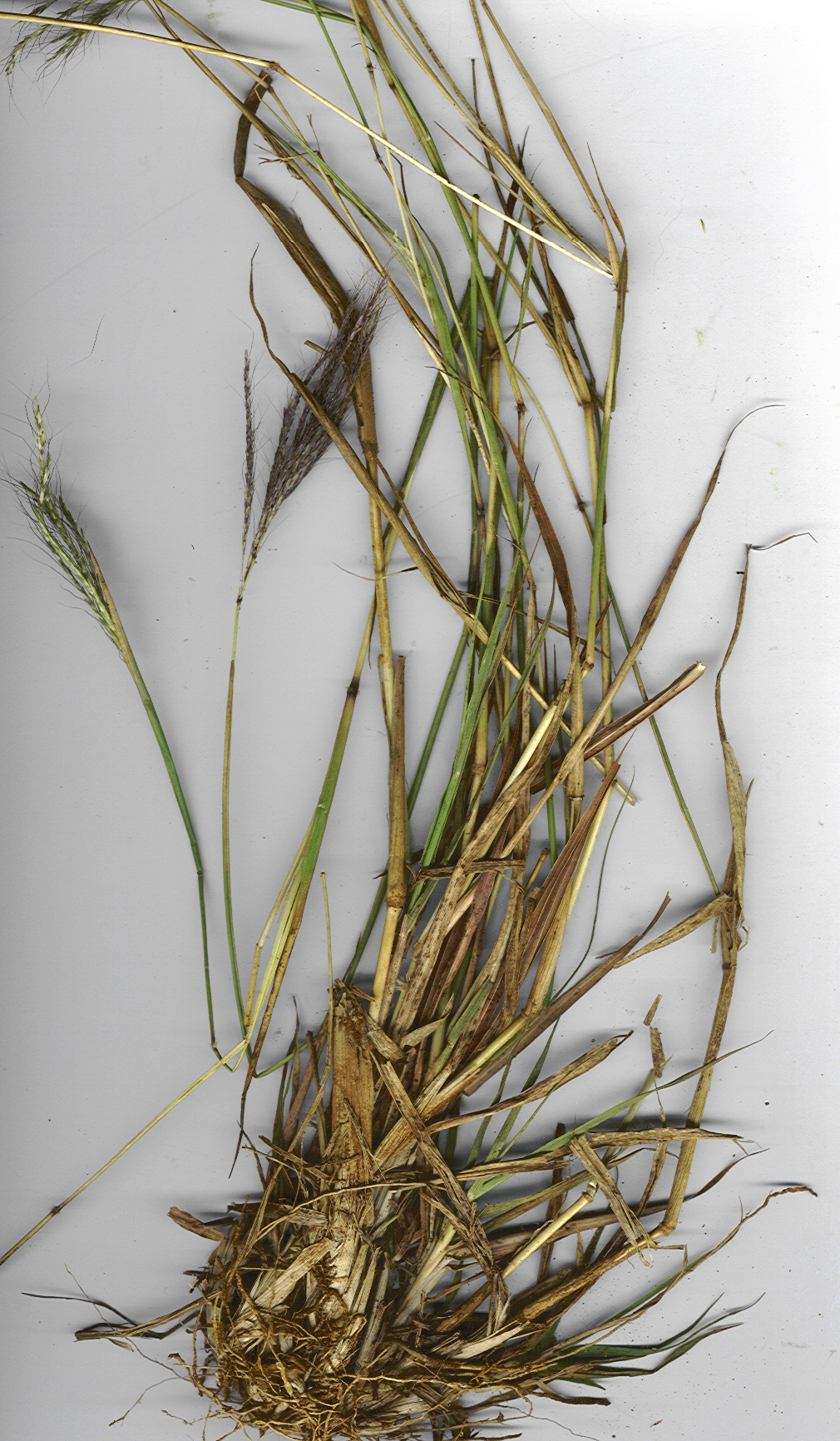
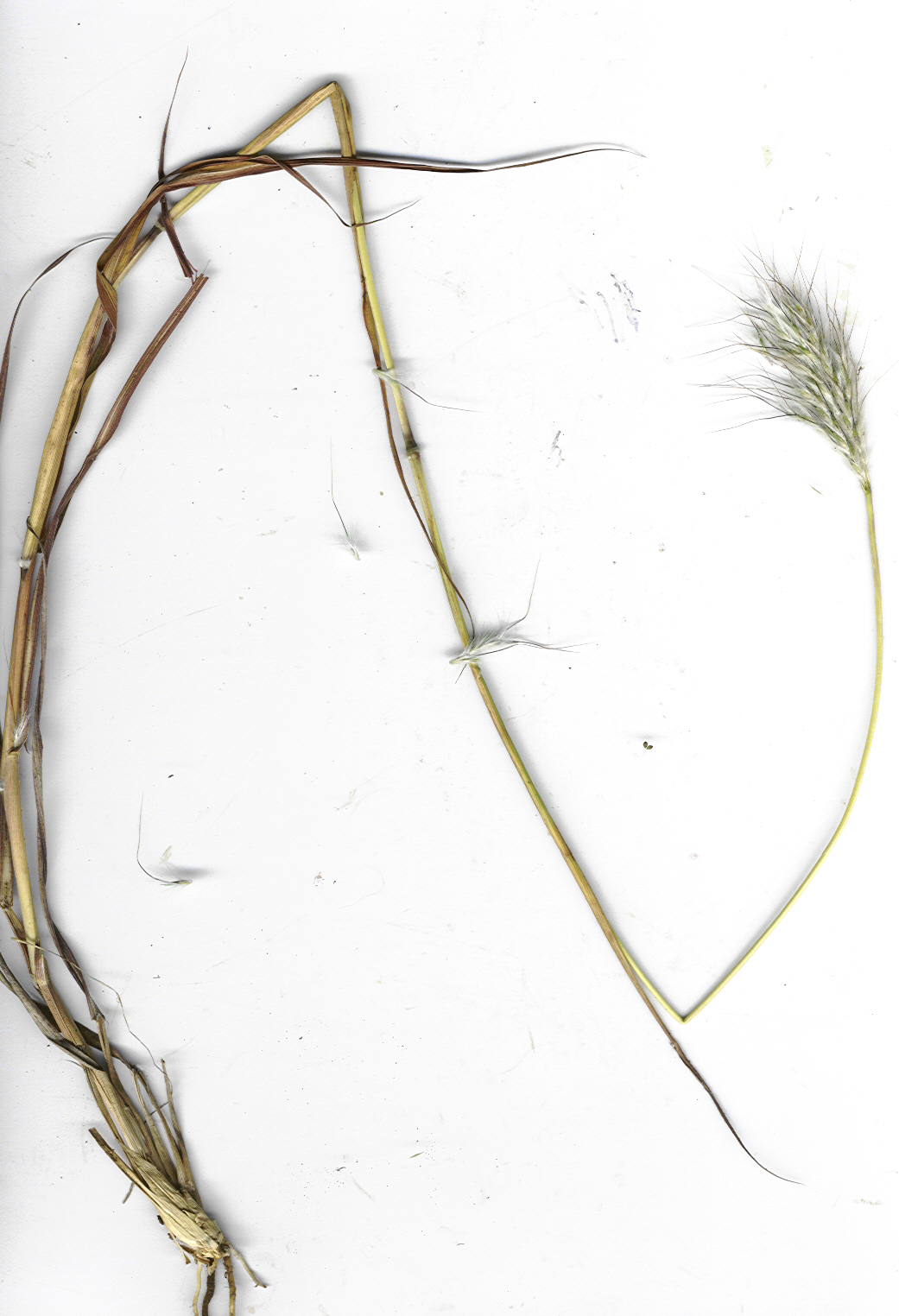
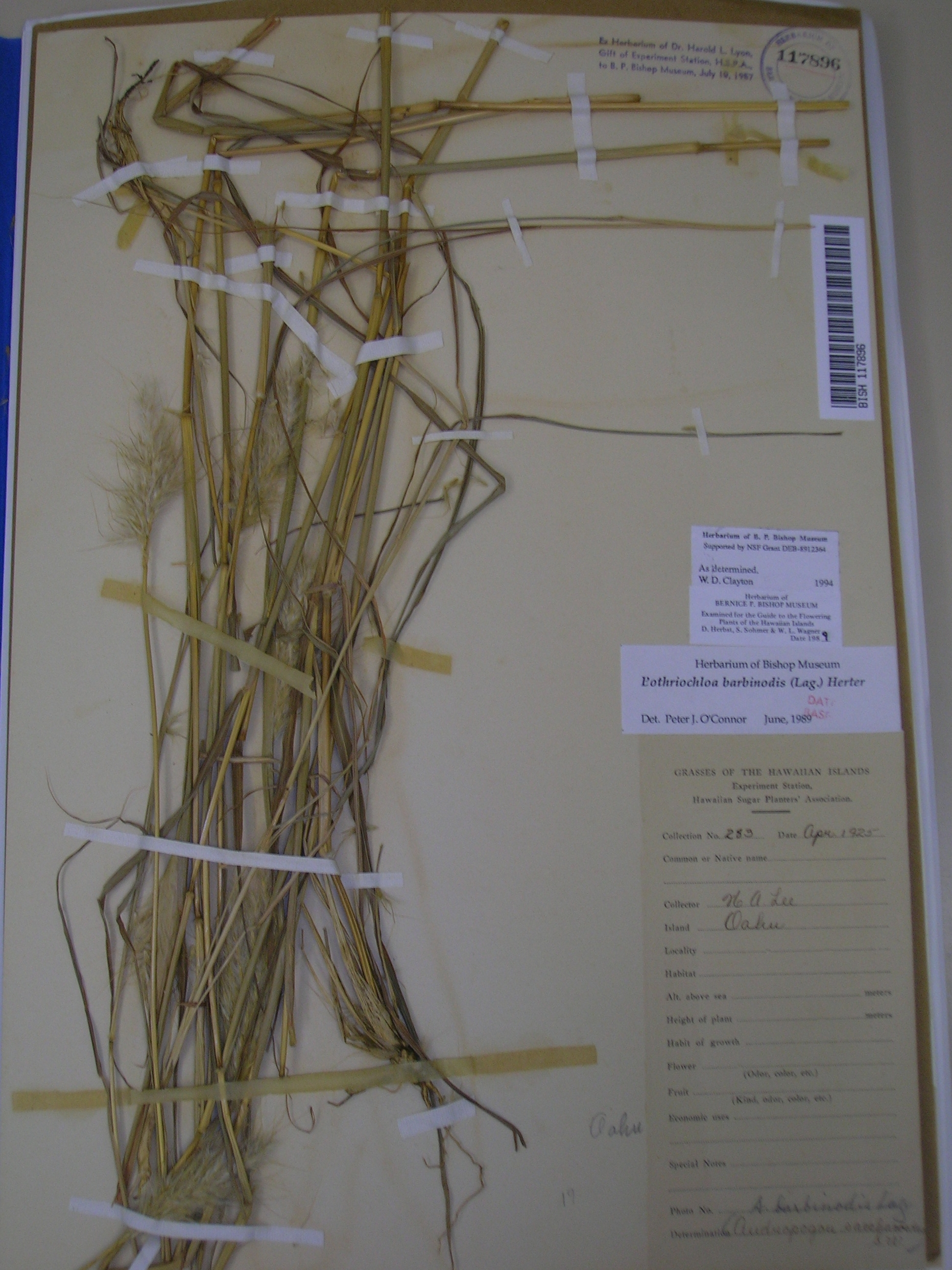